# Bill Huizenga
William P. Huizenga dit Bill Huizenga, né le 31 janvier 1969 à Zeeland (Michigan), est un homme politique américain, élu républicain du Michigan à la Chambre des représentants des États-Unis depuis 2011.

## Biographie
Bill Huizenga est originaire de Zeeland dans le comté d'Ottawa au Michigan. Diplômé du Calvin College en 1991, il travaille de 1996 à 2002 pour le représentant républicain du Michigan Peter Hoekstra,.
Élu du 90e district à la Chambre des représentants du Michigan en 2002, il est réélu en 2004 et 2006, mais ne peut pas se représenter en 2008.
En 2010, il se présente à la succession de Hoekstra à la Chambre des représentants des États-Unis dans le 2e district du Michigan. Il remporte la primaire avec 25 % des suffrages et 663 bulletins d'avance (sur un total de 106 000) sur le favori, l'ancien footballer Jay Riemersma (en),. Dans cette circonscription conservatrice de la côte ouest du Michigan, il devient le favori pour l'élection générale. Il est élu avec 65,3 % des voix face au démocrate Fred Johnson (31,6 %). Il est ensuite réélu tous les deux ans avec plus de 60 % des suffrages.
Le 8 novembre 2022, il est réélu mais cette fois-ci dans le 4e district du Michigan, qui a connu un redécoupage, avec 54,4 % des voix face au démocrate Joseph Alfonso, puis de nouveau le 5 novembre 2024 avec 55,1 % des voix face à la démocrate Jessica Swartz.